# جيم راسيل (لاعب كرة قاعدة)
جيم راسيل (بالإنجليزية: Jim Russell)‏ هو لاعب كرة قاعدة أمريكي، ولد في 1 أكتوبر 1918 في فايت في الولايات المتحدة، وتوفي في 24 نوفمبر 1987 في أورلاندو في الولايات المتحدة بسبب التهاب الشغاف.

## وصلات خارجية
- جيم راسيل على موقع دوري كرة القاعدة الرئيسي (الإنجليزية)
- جيم راسيل على موقعبيزبول رفرنس.كوم (الدوري الرئيسي) (الإنجليزية)
- جيم راسيل على موقعبيزبول رفرنس.كوم (الدوري الثانوي) (الإنجليزية)